# 公共団体
公共団体（こうきょうだんたい）は、日本の法令に基き、国家から一定の行政を行うことを目的として設立された法人。目的達成に必要な範囲で公権力の行使が認められる。公法人又は公法上の法人ともいわれる。公共的活動を目的とする地方自治法上の公共的団体とは異なる。組合の名称が含まれる団体を公共組合（こうきょうくみあい）と呼ぶ場合もある。

## 種類
- 地方公共団体
- 公共組合
- 営造物法人（公団、公庫、事業団等）
- 独立行政法人

国家賠償法第1条にいう公共団体は、公権力の行使をゆだねられた団体を含み、弁護士に対する懲戒権を行使する弁護士会等も公共団体にあたると解されている。

## 公共組合
公共的な事務を行うことを目的として設立された、土地の区域を基礎としない公法上の法人。公共組合の行う事業は直接の受益者が限られるため、関係者による費用負担と自治的な管理に委ねるのが適当とされる。しかし、その目的の公共性から、法律によって、組合の設立や解散に対する国家の関与、組合員の強制加入、特別の権利、国家による監督の制度等がある。
- 土地改良区
- 水害予防組合
- 市街地再開発組合
- 土地区画整理組合
- 国民健康保険組合
- 健康保険組合
- 共済組合
- 商工組合
- 信用組合
- 農業共済組合
- 農業協同組合・漁業協同組合・森林組合